# 緩衝材

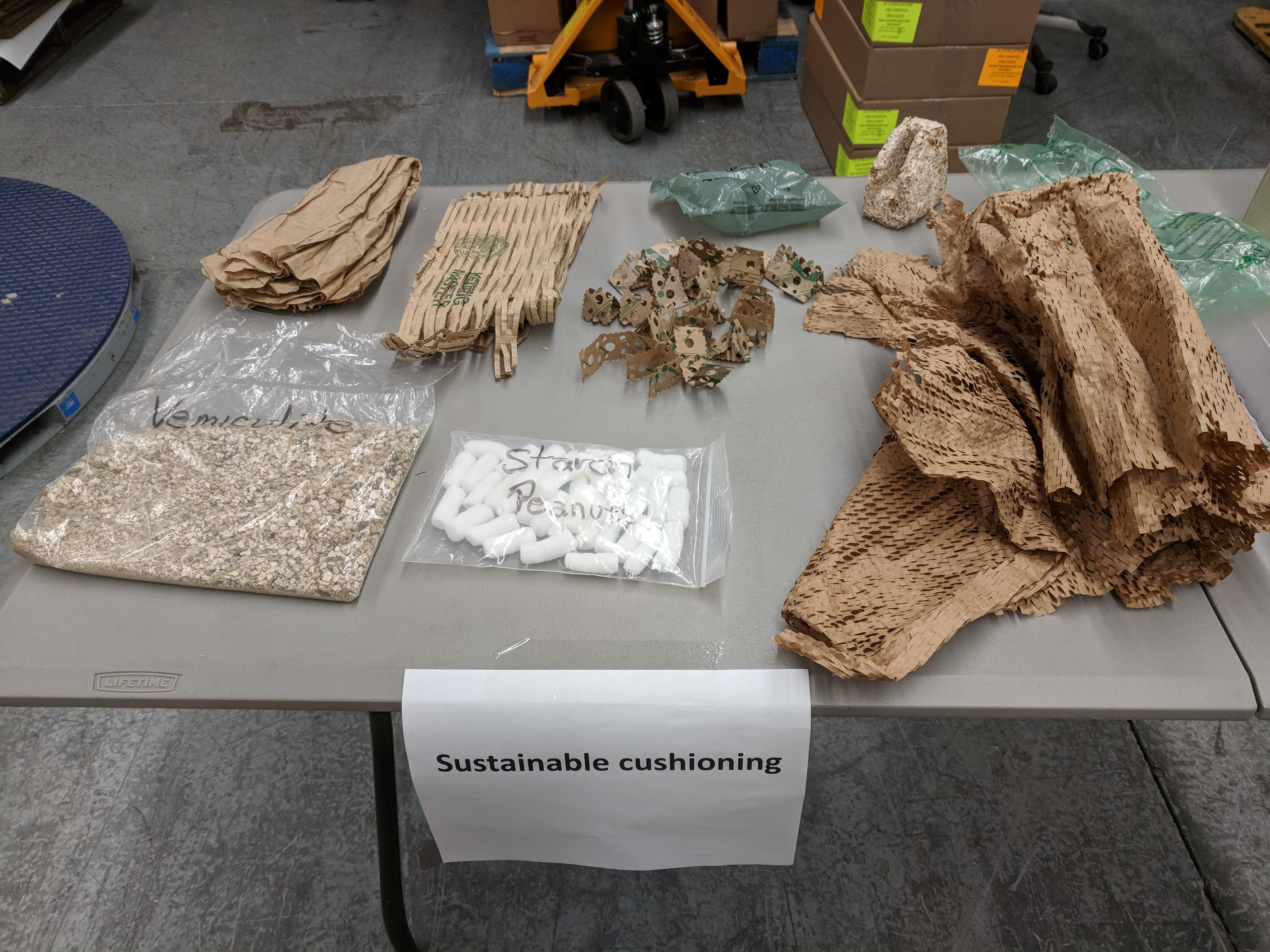
サステナブルな緩衝材のサンプル

緩衝材（かんしょうざい、英: cushioning material）とは、物と物とがぶつかるときの衝撃を緩和するための材料。

## 概要
衝撃を緩和するための材料なので、緩衝材と呼ばれる。
主な用途は運送用で、たとえば商品を発送するための梱包などに使われる。
身近なものとしては気泡緩衝材（通称：「エアーキャップ」「エアークッション」）やパルプモールドや発泡スチロールがある。
緩衝材はたいてい運送が終わると不要となる。環境汚染の原因ともなるので、プラスチック系の緩衝材の使用は減ってきている。
なお緩衝材は靴底にも使われている。（#シューズ用の緩衝材で解説）

### 課題と対策
緩衝材のうち合成樹脂を使った緩衝材は水濡れや湿気に強い反面、分解されにくいので、うかつな捨て方をして自然環境中に流出すると海洋ゴミ(
en:Marine debris）になったり、マイクロプラスチックを生んで生物にダメージを及ぼす。このためプラスチック緩衝材に代わってセルロースやコーンスターチ（トウモロコシデンプン）など生分解性のある素材を使うことが奨励され、実際の使用も増えている。他にも、企業から排出されるシュレッダー屑や、古紙を保護する目的物形と箱に合うように整形した古紙緩衝材なども使われる。
加えて、緩衝材が埋まる空間分輸送コストがかかるので、なるべく緩衝のための容積を小さくすることも対策となる。力学的な計算で内容物を保護できるように折り曲げ加工された段ボールも、家電の梱包を中心に使われている。

## 種類
気泡緩衝材は塩化ビニールの伸縮性と空気の圧力で衝撃吸収機能を持つ。
発泡スチロールはポリスチレンなどの合成樹脂を発泡させ、弾力性を持たせている。ポリエチレン製のものも登場している。ただし、スペースをとるうえに使用後の処分にも困るので最近では使われなくなっている。さらに、マイクロプラスチックによる環境汚染が指摘されて、なおさら使われる頻度が減っている。
パルプモールドは、古紙（主に使用済み段ボールや古新聞）を主原料とし、そのパルプを型（モールド）に入れて成型したものである。発泡スチロールに代わり商品の梱包に広く使われるようになっている。
発泡ポリエチレンシート（エアフォームシート）はシート状の発泡ポリエチレンの緩衝材。さまざまな厚みのものが販売されており、柔らかくどのような形の物でも包み込むことが可能で、たとえば皿を多数重ねた状態で運送する場合は皿と皿の間にこのシートを入れる。
バラ緩衝材は繭の形や円筒形の小さな発泡材を多数使うもので、ダンボール箱の中に入れる方法の他、バラ緩衝材をビニール袋に入れてそれをダンボール箱に入れて使う方法もある。英語ではこれをen:Foam peanut（ピーナッツ型緩衝材）や「packing noodles」「foam popcorn」などと呼ぶ。
シュレッダーで裁断された紙をビニール袋に詰めて使う方法もある。使わなければ廃棄やリサイクル（溶解）に回る紙を有効活用できる。
古新聞（ふるしんぶん。発行されてから日が経った新聞紙）を丸めたものも使われている。見栄えを考慮して何も印刷されていないクラフト紙を使う場合もある。紙は、丸めることによる弾力によって内容物を支え、衝撃を緩和する。多種多様な形の陶器を、ひとつひとつ形にあわせて包みやすい。
分厚い布類も緩衝材として使われることがある。家具類の運搬には使われなくなった毛布が緩衝材として使われることもある。運送業者、引越業者はたいてい多数の毛布や、運送専用の緩衝用厚布を保有している。プラダンを使うこともある。
ウレタンフォームもクッション性が高く、緩衝材として使われる。工具付属の専用箱の内側にも使われ、工具の形に切り抜いて工具がピッタリとはまるようにして使う方法がある。
木毛（もくもう）も緩衝材として使われる。木毛は木材を糸状に削ったもので、果物や陶磁器の梱包などに使われる。
日本では果物の緩衝材としてフルーツキャップという発泡ポリエチレン製の筒状の網も使われる。桃、洋梨などでは定番で、高価なリンゴや梨などにも使われる。
特殊な用途では「衝撃吸収ゲル」などゲル化素材も使われることがある。これは力を分散させ、また抗力を発揮することで衝撃を吸収し、ゲル化素材の緩衝材の中には「2階の高さから生玉子を落としても割れない」というような優れた緩衝材もある。
用途によってはゴムが緩衝材に使われることもある。
ポップコーンを「食べられる緩衝材」として商品化し販売している企業もある。SNSやメディアでその発想やシンプルながら本格的な塩味ポップコーンの味覚が話題となりヒット商品に。一部の企業では、このポップコーンを緩衝材として使う例もある。。原料がとうもろこしで、自然環境中に廃棄されても分解し環境の負荷にならないからである。
なお、ダンボール箱の段ボールも、それ自体が緩衝材としていくらか機能している。

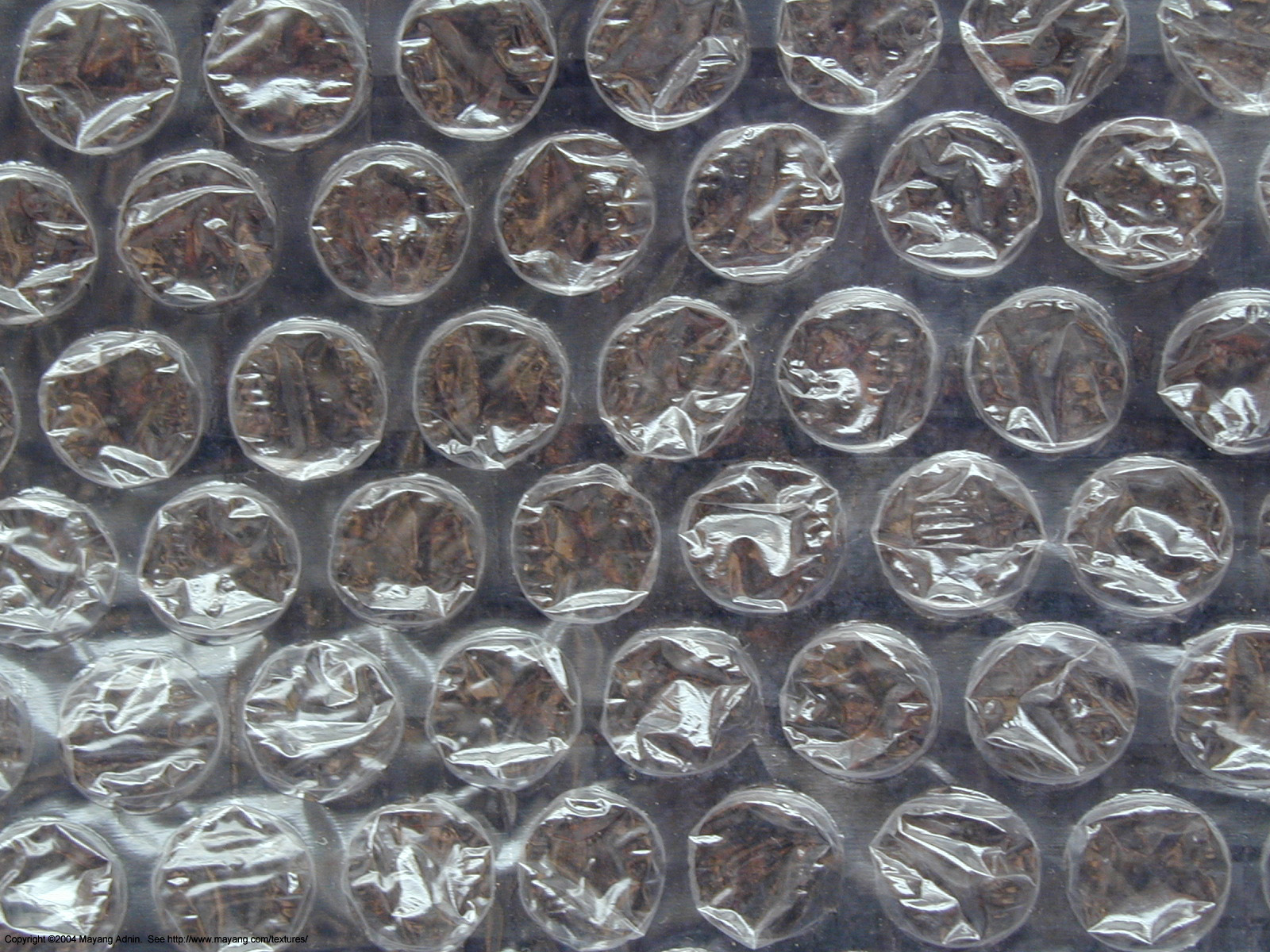
気泡緩衝材
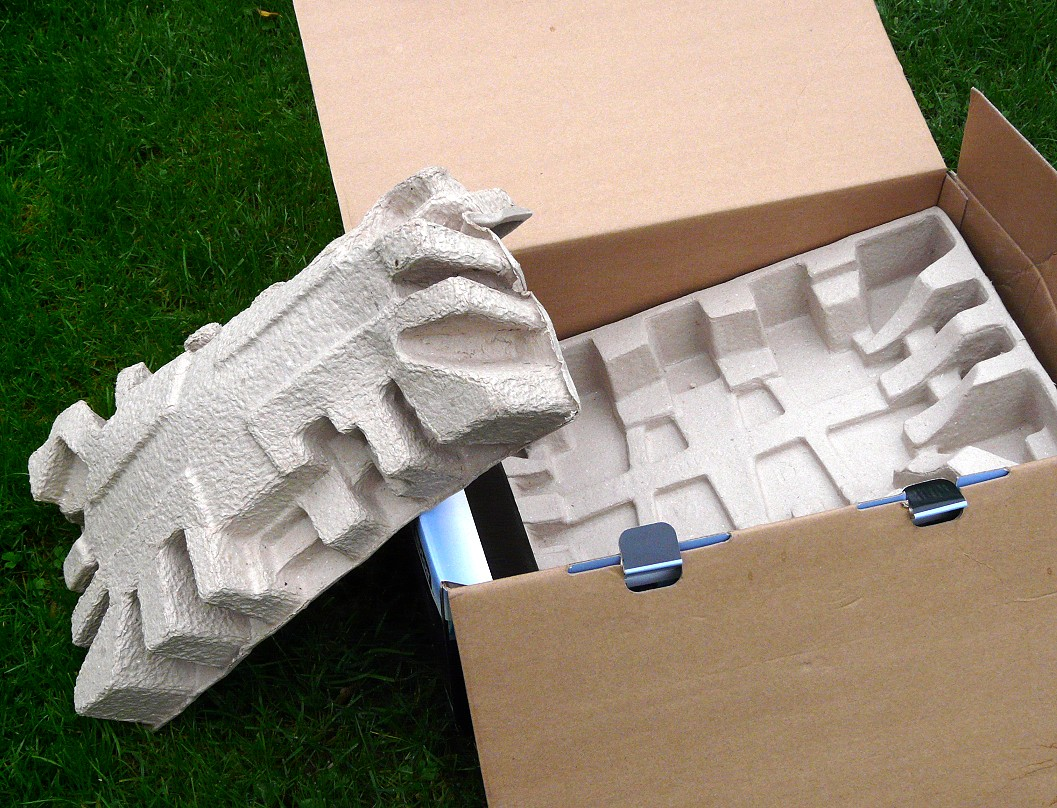
パルプモールド。ダンボールや古新聞などの古紙から得たパルプを型に入れ成型したもの。
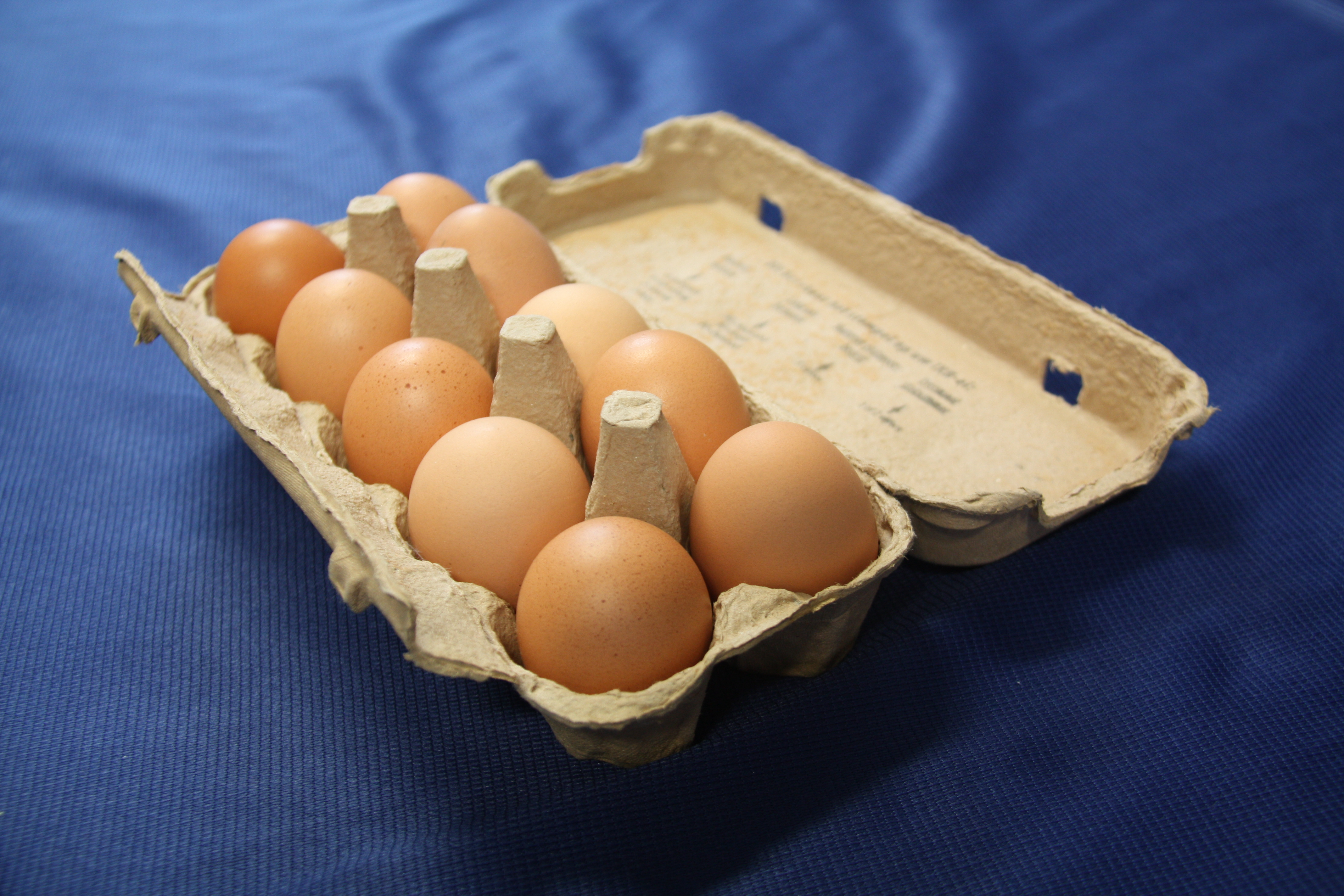
スーパーに並ぶ卵のケースも緩衝材を兼ねている。この写真はパルプモールドのもの。
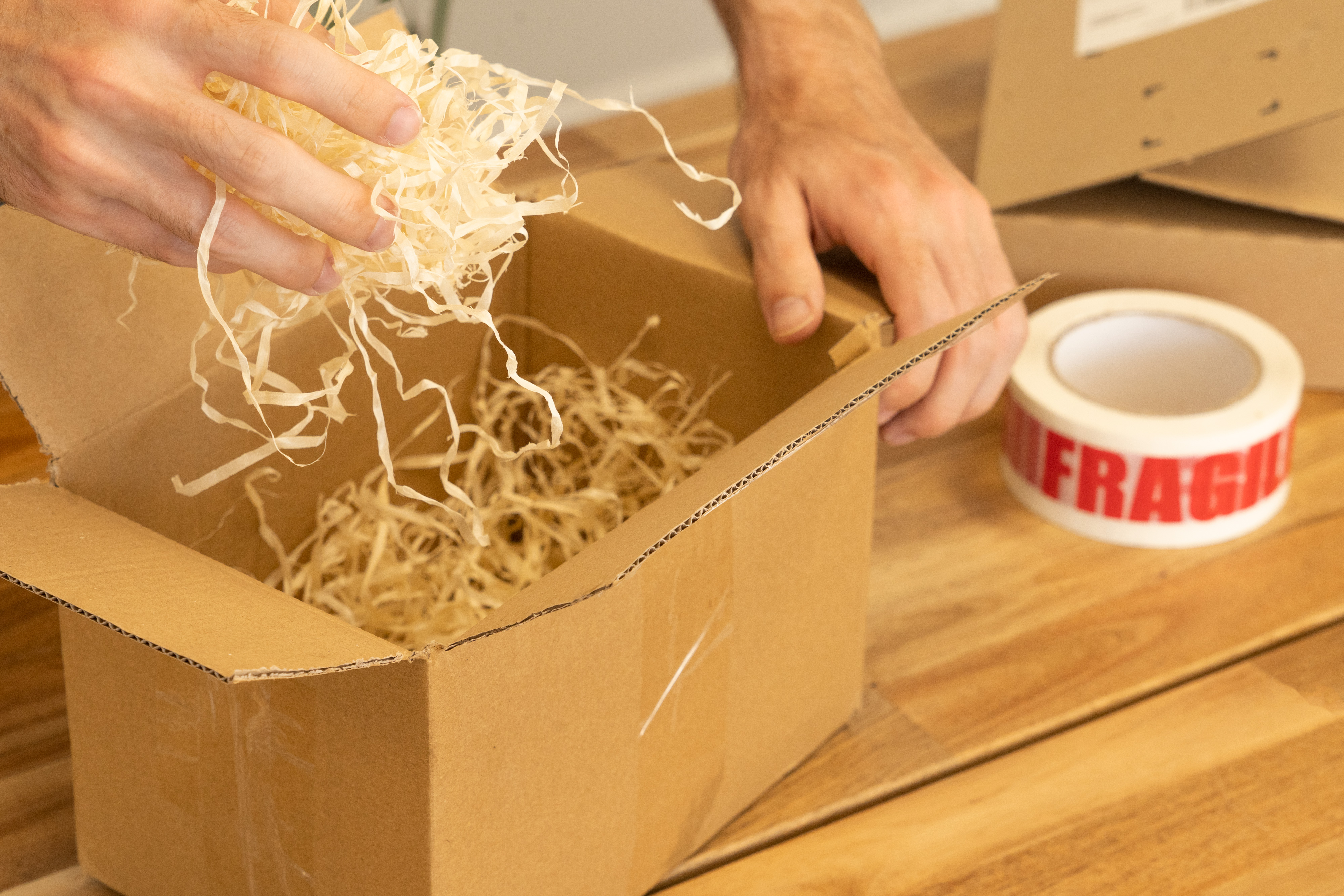
木毛がダンボール箱に詰められている例
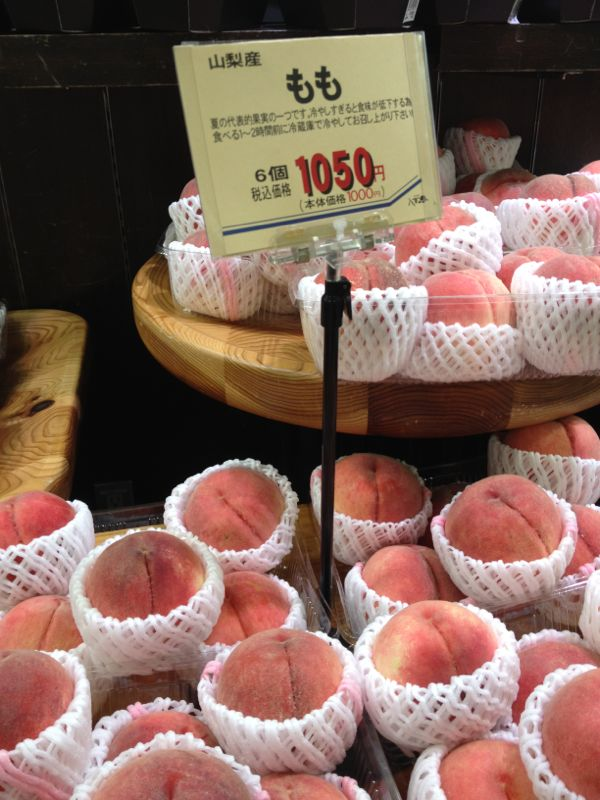
フルーツキャップに護られた日本の桃
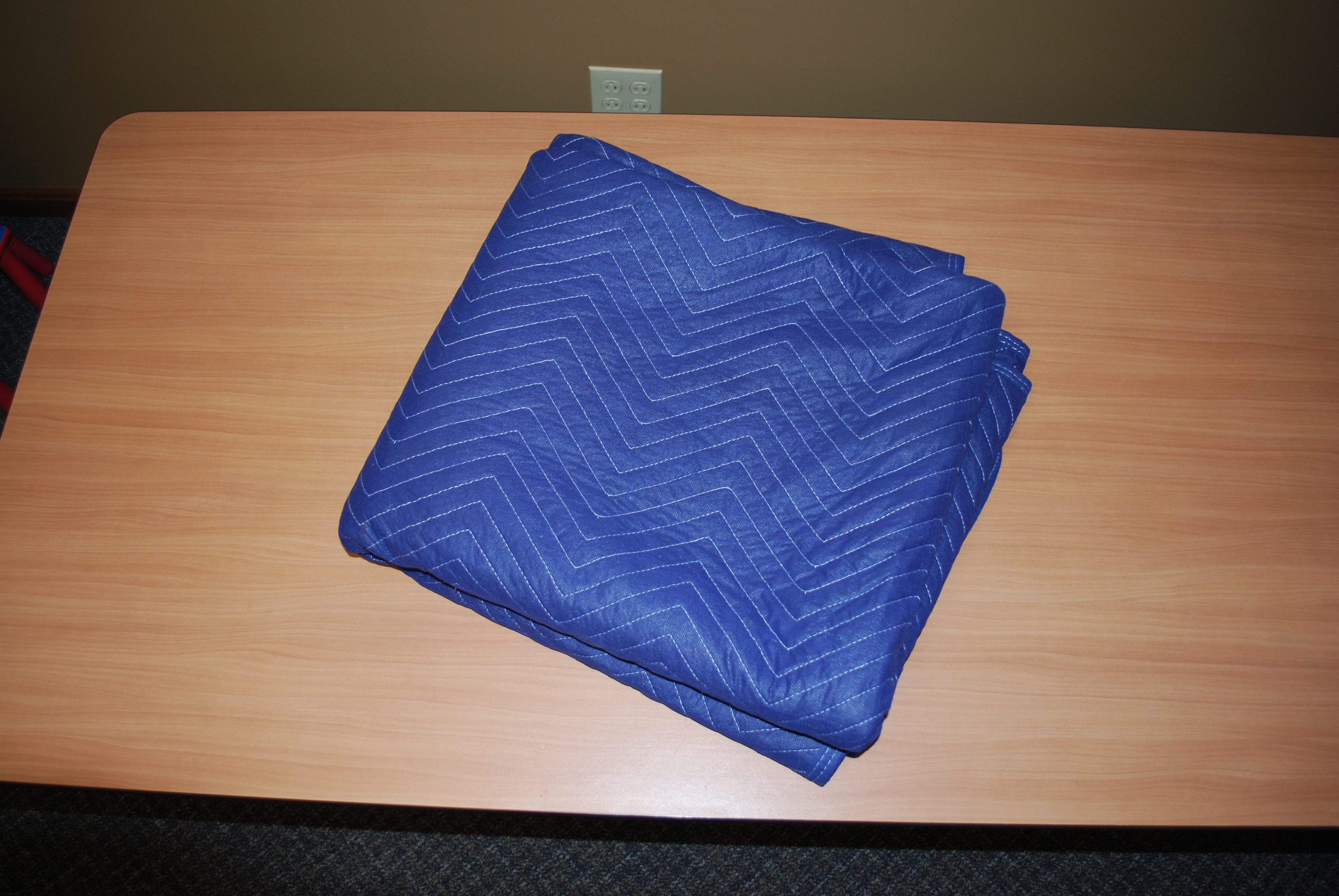
運送業者が使う布製の運送専用の緩衝材
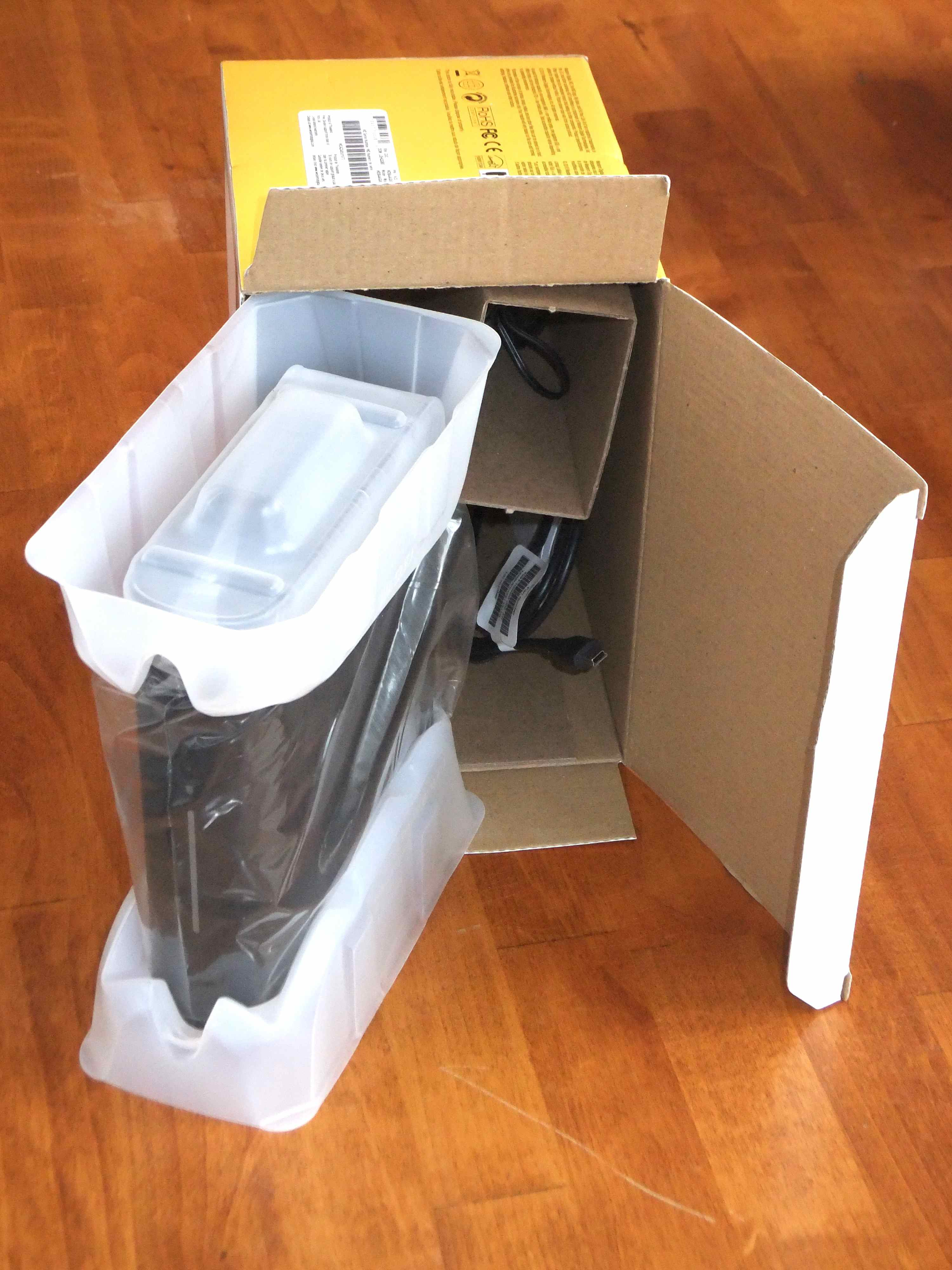
商品のハードドライブの上下にはめてある成型した薄いプラスチックのものが緩衝材。最近は環境に配慮して、これに代わりにパルプモールドのものが使われることが増えている。

## 歴史
長距離での輸送ではシロツメクサ（白詰草）も使われていた時期があり、名前にその名残がある。なおシロツメクサは、海上輸送が標準的に利用されていた時代に梱包資材として盛んに使われたため、世界各地にその種子も運ばれ、帰化植物としてかつての海運網拠点を中心に繁茂している。
容器の内張りに綿や布やゴムなどが利用されていた時代もある。
詰草
江戸時代からガラスの緩衝材として乾燥させたシロツメクサ（白詰草）が詰められた。
浮世絵が刷られた紙
日本から陶磁器を輸出する際に浮世絵が刷られた紙も緩衝材（包み紙）として使われた。

### 緩衝材にまつわる歴史的な逸話
浮世絵にまつわる逸話
梱包材で使われた『北斎漫画』をフランスの陶芸家・画家フェリックス・ブラックモンが発見し、魅力を発信したことから19世紀後半にジャポニスムという流行が生まれた。また、ヨーロッパ側の商人も様々な商品の包み紙に浮世絵を用いてたことから、画家が回収したという記述がいくつか確認できる。

## シューズ用の緩衝材
現代のジョギングシューズの靴底材や靴の中に入れる中敷き（なかじき）も緩衝材の機能を果たしている。靴のモデルによっては、衝撃吸収ゲルがかかと部分に内蔵され足が地面に衝突し体重を支える際の衝撃を和らげているものもあり、エアキャップのような空気の泡やボールのようなもので衝撃を緩和するシューズも、また、かなりの厚底だが軽量で高反発になっていて衝撃を推進力へと変換するものは長距離を速く走れマラソンの記録更新につながったと2020年前後には話題になり、トップランナーたちがこぞって採用した。このタイプのシューズが登場する前と後で記録に断絶が生まれ、マラソン記録の一貫性が失われてしまったともされた。

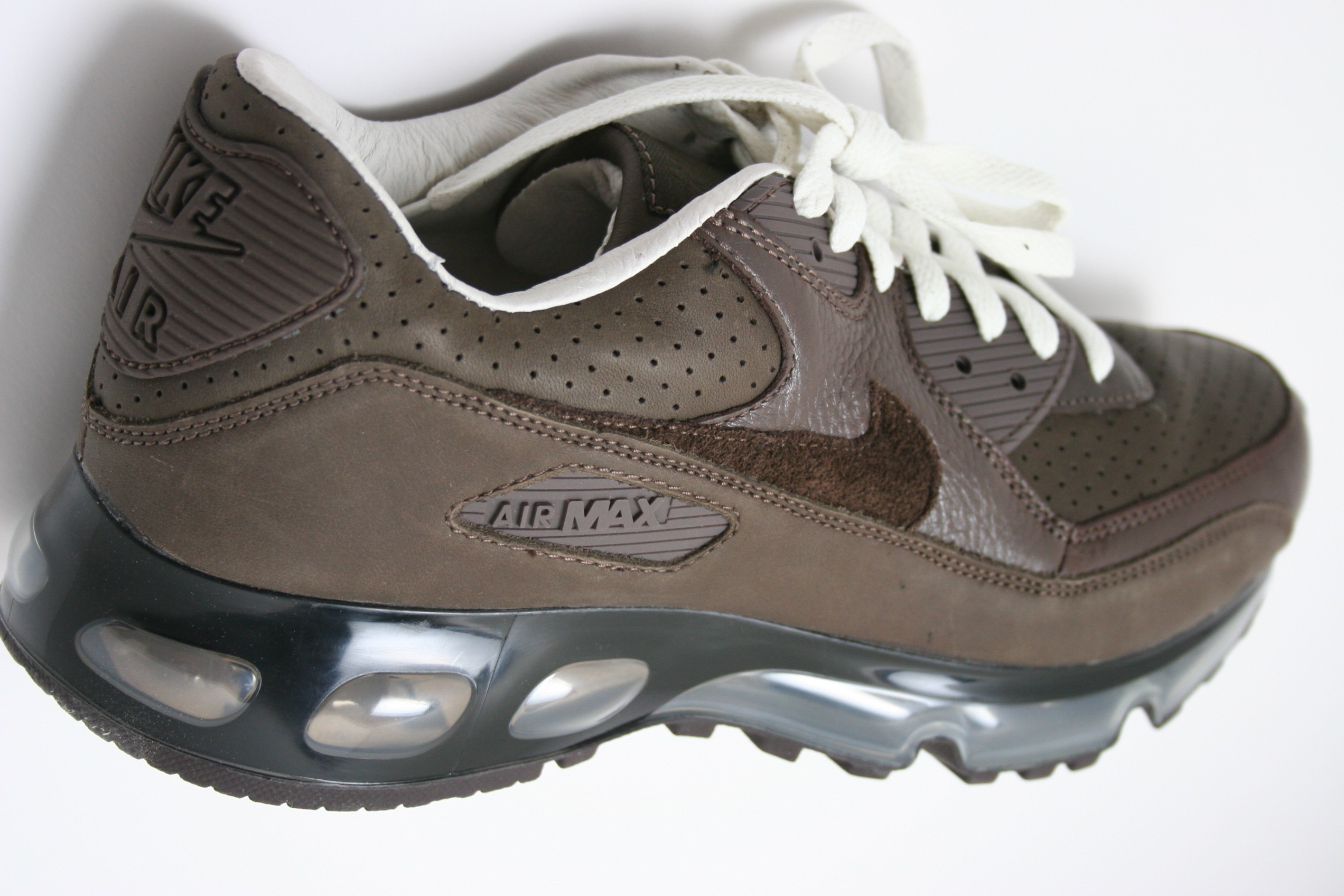
靴底が気泡緩衝材やゴムまりのような構造のシューズ
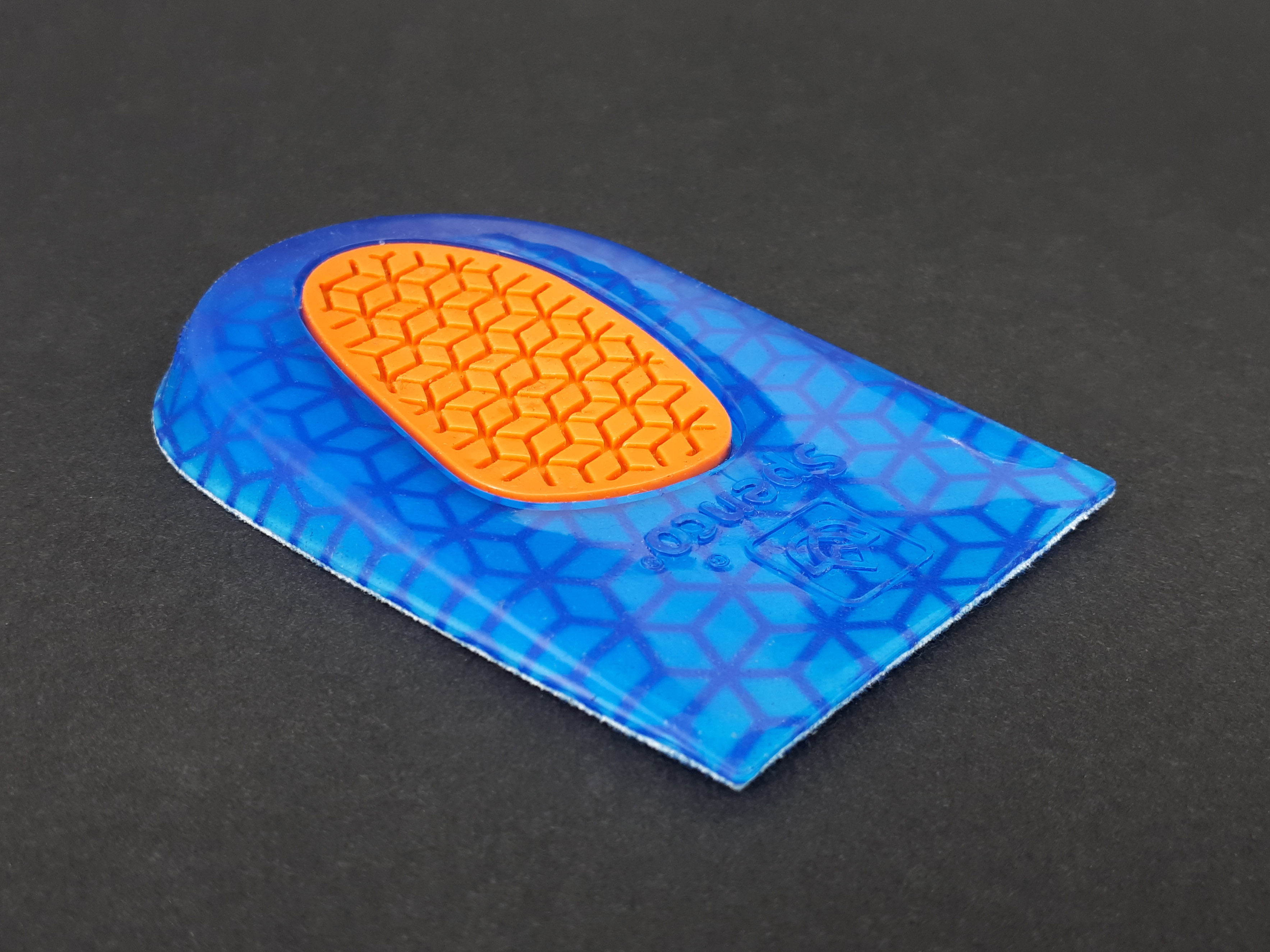
シューズの内側の踵部分に入れる緩衝材

## メーカー
- 川上産業株式会社[12][13]
- 日本モウルド工業株式会社[14]
- 株式会社三共[15]
- 株式会社マブチ[16]

## 規格
JIS、日本工業規格
- JISZ0235 包装用緩衝材料
- JISZ0240 包装用構造体緩衝材料